# Trivia arctica
Trivia arctica är en snäckart som först beskrevs av Pulteney 1799.  Trivia arctica ingår i släktet Trivia och familjen Triviidae. Enligt den svenska rödlistan är arten otillräckligt studerad i Sverige. Arten förekommer i Götaland. Artens livsmiljö är havet. Inga underarter finns listade i Catalogue of Life.

## Bildgalleri

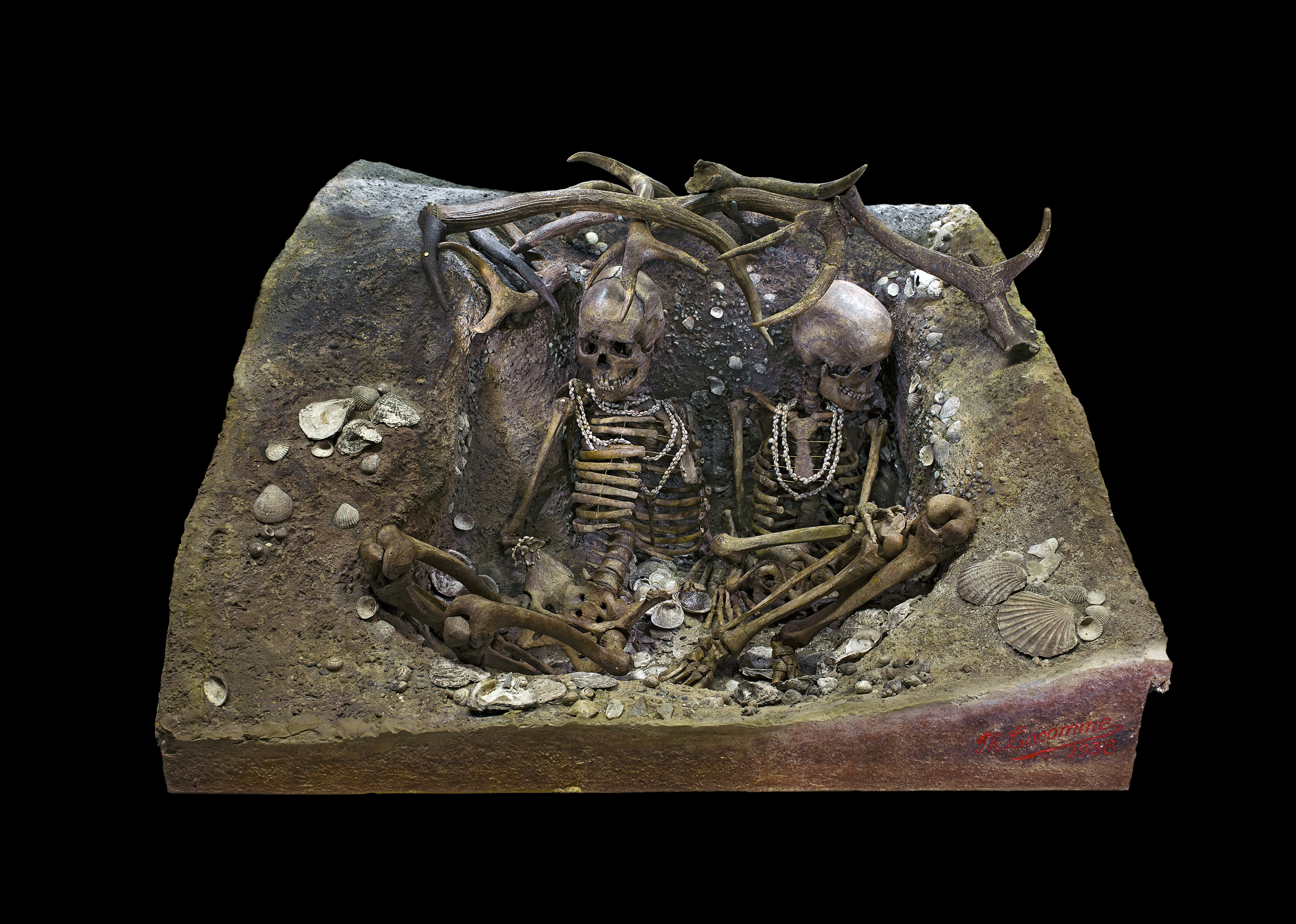
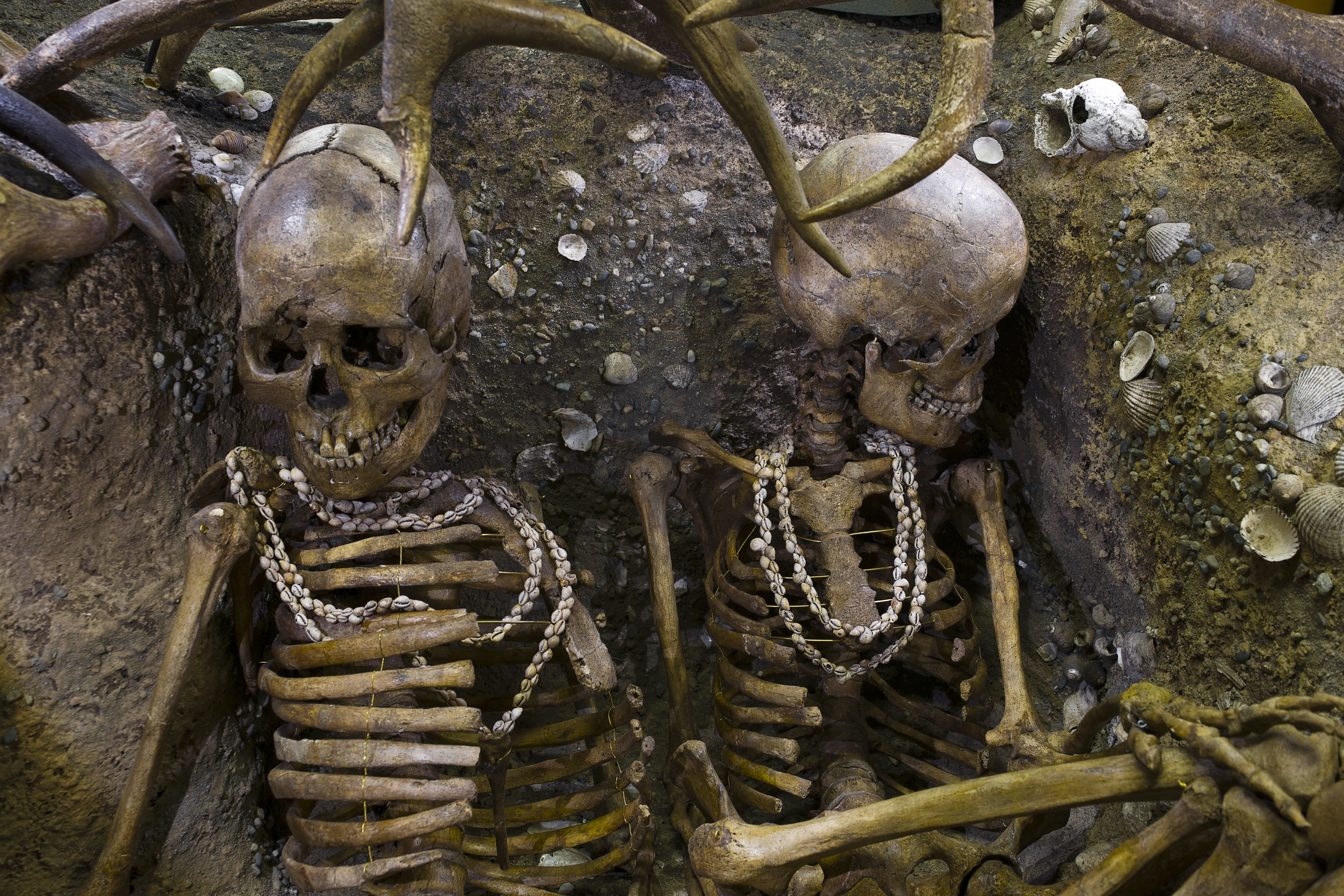
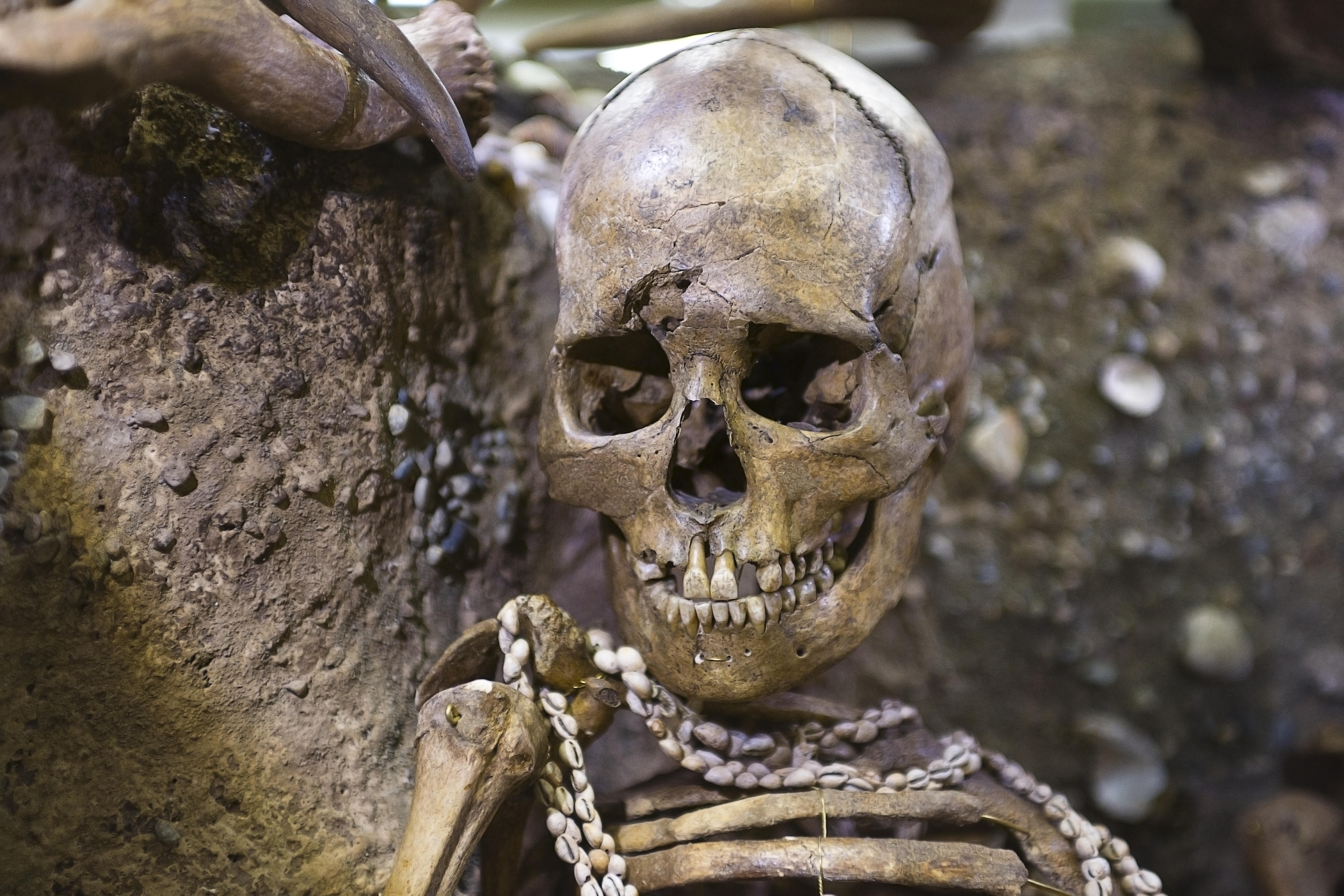